# Lagoa Rodrigo de Freitas
Lagoa Rodrigo de Freitas är en lagun i Brasilien.   Den ligger i delstaten Rio de Janeiro, i den sydöstra delen av landet, 900 km sydost om huvudstaden Brasília. Lagoa Rodrigo de Freitas ligger 6 meter över havet. Arean är 2,2 kvadratkilometer.Den sträcker sig 1,9 kilometer i nord-sydlig riktning, och 1,9 kilometer i öst-västlig riktning.
Följande samhällen ligger vid Lagoa Rodrigo de Freitas:
- Humaitá (15 186 invånare)